# Sertanópolis
Sertanópolis is een gemeente in de Braziliaanse deelstaat Paraná. De gemeente telt 16.103 inwoners (schatting 2009).

## Aangrenzende gemeenten
De gemeente grenst aan Bela Vista do Paraíso, Cambé, Ibiporã, Londrina, Primeiro de Maio, Rancho Alegre en Sertaneja.